# De Klimaatreeks
De Klimaatreeks is de nieuwste reeks geschreven door de Belgische schrijver Patrick Lagrou. Het eerste boek werd gepubliceerd in september 2011. Volgens Lagrou zal de reeks 7 boeken tellen. De Klimaatreeks is een vervolg op de serie Dolfijnenkind, ook geschreven door Lagrou. Hij is vijf jaar bezig geweest met het schrijven van het eerste boek.

## Algemeen
Nu het begrip "klimaatverandering" steeds meer betekenis krijgt, heeft Patrick Lagrou besloten om ook hierover een boekenserie te schrijven. De Klimaatreeks wordt voorafgegaan door de Dolfijnkind-boeken, waar de centrale thema's vooral dolfijnen en de zee zijn. Bij deze nieuwere serie gaat het echter om het klimaat in het algemeen, en wat er kan gebeuren als we doorgaan zoals we nu doen. Volgens Lagrou komen in het eerste boek de elementen aan bod die laten zien wat er juist kan gebeuren, en de andere zes boeken zijn geconcentreerd op de manieren waarop we klimaatverandering kunnen tegengaan.

## Inhoud

### De Grote Ramp
In de Caraïben en Noord-Amerika slaat een superorkaan toe. Samen met haar broer en zus is Victoria, de dochter van Marijn en Talitha, de enige overlevende in de streek. Een tijd later belandt ze bij Oom Jacob, een ver familielid in België. Die man heeft al wat voorzorgen genomen wat het klimaat en de mensen betreft. De drie kinderen hopen dat ze nu het ergste achter de rug hebben. Ze weten niet wat hen nog te wachten staat... Een tijd later wordt het duidelijk dat het erop lijkt dat de wereld en de mensheid dreigt te vergaan. Ze moeten allemaal vluchten naar veiliger oorden... Kunnen ze de grote ramp trotseren?

### De Grote Ommekeer
De orkaan heeft Long Island verwoest. Ze leven nog wel, maar al hun bezittingen zijn ze kwijt. Ze moeten een woonplaats vinden, maar Victoria en haar familie willen ook proberen om volgende rampen te voorkomen. Uiteindelijk komt Victoria in Totnes, Engeland, aan. Daar hebben de mensen al heel wat bereikt. Maar is dat alles wel genoeg. En kunnen ze de krachten die hen bedreigen, tegenhouden en zo overleven?

## Personages
Zie ook Dolfijnenkind (boekenreeks).
- Victoria is de hoofdrolspeelster in deze serie. Ze is de oudste dochter van Marijn en Talitha, en is 12 jaar - even oud als Marijn in Het dolfijnenkind. Ze is nog een baby in de laatste boeken van de Dolfijnenkind-serie, maar nu een volwaardige speelster. Ze heeft het zienerschap van Mama Louka geërfd. Dit zorgt ervoor dat ze nogal eens visioenen krijgt...
- Yoram is de tweede oudste. Hij is de zoon van Marijn en Talitha en het is duidelijk dat hij, net als de anderen, erg begaan is met de natuur. Hij is 8 jaar.
- Aisha is de jongste. Ze is de tweede dochter van Talitha en Marijn, en - zo lijkt in het begin - heeft nog niet veel besef van de wereld rondom haar, omdat ze te jong is (ze is nog maar 5). Naarmate De Grote Ramp vordert, blijkt het dan toch dat ze meer van de wereld begrijpt dan eerst gedacht werd.
- Ome Jacob is de halfbroer van Saskia Arens, de moeder van Marijn. Hij heeft al jaren geleden voorzien dat er ooit ontzettende rampen zouden gebeuren, en heeft dus voorzorgen genomen. Hij heeft aan de oevers van de Semois een "aardehuis" gemaakt, met zo weinig mogelijk voorwerpen die elektriciteit etc. verbruiken. Maar is dit wel genoeg? En welke geheimen omringen hem?
- Robbe is de vriend van Victoria. Wanneer hij haar leert kennen, probeert hij zijn ouders over te halen om hun luxeleven te beëindigen en te gaan leven zoals Jacob Arens doet. Uiteindelijk vlucht hij samen met zijn vrienden.
- Marijn is de mannelijke hoofdpersoon in de Dolfijnenkind-serie, maar is nu ongeveer 30 jaar en minder belangrijk. Hij is de vader van Victoria, Yoram en Aisha. Uiteindelijk moet hij een van zijn beste vrienden definitief verlaten...
- Talitha is de vrouwelijke hoofdpersoon in de Dolfijnenkind-reeks, maar is ook zo'n halve generatie ouder geworden. Tot haar verwondering is haar dochter Victoria degene die Mama Louka's talenten erft, en niet zij zelf.
- Saskia en Ben zijn de ouders van Marijn. Ook zij zijn nu ongeveer 15 jaar ouder geworden dan in de Dolfijnenkind-boeken. Saskia is ook hier niet zo belangrijk voor het verhaal, maar Ben wel wat meer. Hij weet veel van de natuur - net als Marijn. Dit zorgt ervoor dat hij en zijn zoon weleens ruzie hebben.
- Dusty komt ze tegen in De Grote Ommekeer. Daar leert Victoria van Dusty, haar oma en overgrootmoeder een heleboel interessante technieken.